# Looseria orbiculata
Looseria orbiculata là một loài Rêu trong họ Meteoriaceae. Loài này được (Thér.) D. Quandt et al. mô tả khoa học đầu tiên năm 2009.